# 摩洛哥革

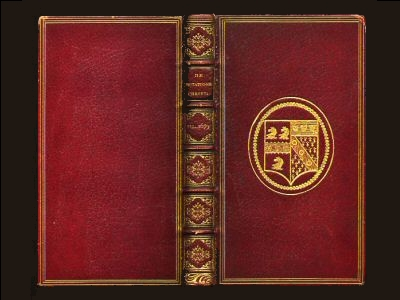
一本摩洛哥革做封皮的书。

摩洛哥革是一种珍贵的由山羊皮鞣制而成的皮革，萃取西西里漆树中的单宁和五味子使用特殊工艺使其变软、变光滑并完全被植物染料上色。最终呈现出一种精致且不规则的胭脂红色，摩洛哥革经常被用于装订一些珍贵的书籍，在15世纪，最珍贵的书籍都经常被胭脂红色的摩洛哥革附上封皮。摩洛哥革也经常被用于一些贵重的公文包的制作，以至于它在法国已经变成了“内阁公文包”的近义词。
这种类型的皮革因其特殊的红色被广为人知，在服饰领域，尤其是鞋类中被运用。如安徒生童话中的“小红鞋”所穿的就是摩洛哥革皮鞋。
摩洛哥革在德语中为“Saffianleder”，源于城市薩非，那里曾是生产或交易产品的地方，而“Saffianstiefel”则指的是摩洛哥革的靴子，当时被认为是极为优雅的标志。

但是，摩洛哥通常不是皮革原料的来源地。用于书籍装订的一些最优质的摩洛哥皮革原料来自尼日利亚北部的索科托红品种。该品种原产于尼日利亚的几内亚和苏丹萨凡纳以及尼日尔共和国的马拉迪地区。